# 加勒廷国家森林
加勒廷国家森林（英語：Gallatin National Forest）是座位于美国蒙大拿州西南部的国家森林，1899年设立。森林面积1,819,515英畝（7,363.32平方），境内有亚布萨洛卡-熊牙野生生物区、李梅特卡夫荒野。加勒廷国家森林与黃石國家公園的西北边界相邻，也是近20,000,000英畝（81,000平方）的大黄石生态系统的一部分。森林名自艾伯特·加勒廷（1761年 - 1849年，美国财政部长兼美国本土语言文化学者）。